# Ginette Doyen
Ginette Doyen (Montceau-les-Mines, 10 juillet 1921- 27 août 2002) est une pianiste et professeure de musique classique française.   

## Biographie
Geneviève Marie Andrée Charlotte (surnommée Ginette) Doyen, fille d'André Doyen, ingénieur, et de Louise Tétard, naît le 10 juillet 1921 à Montceau-les Mines. 
Sa musicalité est apparue très jeune et quand elle a sept ans, elle donne son premier concert. Trois ans plus tard, elle est acceptée au Conservatoire de Paris où elle étudie avec Lazare Lévy. Elle est récompensée plusieurs fois au cours de ses études, mais également lors de concours de musique, notamment au Concours International Gabriel Fauré. Sa carrière commence donc rapidement, bien que le déclenchement de la guerre ait un impact négatif temporaire. Elle possède un vaste répertoire allant de Bach et la musique de la période classique et romantique, jusqu'à des compositeurs plus modernes tels que Fauré, Franck, Debussy, Ravel, Stravinsky et Gershwin. 
Elle se produit en soliste, notamment avec l'Orchestre national de France et les Orchestres Lamoureux, Colonne et Pasdeloup. Hors de France, en Europe, en Afrique, en Inde et au Japon, elle  joue avec de nombreux orchestres internationaux. Un certain nombre d'enregistrements sont réalisés par Westminster à New York, Vega à Paris et Nipon Westminster à Tokyo, dont le Lieder ohne Worte de Mendelssohn et Dix pièces pittoresques de Chabrier (toutes deux en première sur disque), les Ballades de Chopin, les Histoires de Jacques Ibert, les sonates pour piano et violon de Beethoven, les sonates de Gabriel Fauré, Florent Schmitt et Debussy, souvent accompagnée par le violoniste Jean Fournier (frère du violoncelliste Pierre Fournier) qu'elle a épousé le 12 août 1946. 
Elle est professeure honoraire au Conservatoire à rayonnement régional de Rouen, qui lui décerne un doctorat honorifique.
Elle est nommée chevalière de l'ordre national du Mérite et des Arts et des Lettres. 
Une blessure négligée au pouce gauche à la suite d'une chute a mis fin à sa carrière dans les années 1970. 
Ginette Doyen est morte à Caumont-l'Éventé (Calvados) le 27 août 2002 et elle est enterrée à Torteval, dans le même département.

## Distinctions
- Chevalière de l'ordre des Arts et des Lettres
- Chevalière de l'ordre national du Mérite